# Amanita Design
Amanita Design（蘑菇社）是一家捷克独立游戏開發商，總部位於捷克布爾諾，2003年由雅库布·德沃斯基創辦。該公司曾開發《机械迷城》、銀河歷險記系列和《植物精灵》等多款獲獎遊戲。

## 外部連結
- Amanita Design homepage （页面存档备份，存于）
- Blog （页面存档备份，存于）